# Geißkopf (Bregenzerwaldgebirge)
Der Geißkopf ist ein 1198 m ü. A. hoher Berg im Bregenzerwaldgebirge. Er liegt in der Bregenzerwälder Gemeinde Schwarzenberg im Bezirk Bregenz in Vorarlberg in Österreich.

## Lage
Geografisch gehört der Berg zu den Lorenabergen, einer Untergruppe des Bregenzerwaldgebirges. Der Geißkopf ist der höchste Berg der Lorenaberge und liegt sehr nahe am Schigebiet Bödele-Hochälpele. Der Lorenapass liegt nordöstlich.

## Tourismus
Der Geißkopf ist ein beliebtes Wandergebiet. Mit dem Mountainbike ist der Geißkopf ebenfalls erreichbar. Auch im Winter sind Schneewanderungen gefahrlos möglich.